# 新见公立短期大学
新见公立短期大学（日语：／ Niimi Kōritsu Tanki Daigaku *），简称新公短（Nikotan），是過去一所位于日本冈山县新见市的公立短期大学。

## 概要

### 简介
- 新見公立短期大学为于1980年开办[2][3]、由公立大学法人新见公立大学经营[4]。从1999年起为男女同校。

### 历史
- 1980年 新见女子短期大学成立并同时设置两个学科、以下列举。
  - 护理学科（但招生到于2009年、停办于2012年）
  - 幼儿教育学科
- 1996年 地区福利学科成立[3]。
- 1999年 改校名为新见公立短期大学。开始招收男学生于护理学科和幼儿教育学科[3]。
- 2000年 开始招收男学生于地区福利学科[3]。
- 2004年 专科地区护理学专攻[注 2]成立[3]。
- 2008年 经营的基础更名为公立大学法人新见公立短期大学[3]。
- 2010年 经营的基础更名为公立大学法人新见公立大学[3]。
- 2020年 停辦

### 宪章
- 请参看新见公立短期大学的标志（日語），2014年6月1日阅览。

## 学校环境
- 校区：在冈山县新见市

## 历任校长
- 冈本正：第一代短期大学校长[5]。
- 难波正义：现在短期大学校长[6]

## 组织

### 学科
- 幼儿教育学科
- 地区福利学科

### 前学科
- 护理学科[注 1]

### 专科
- 地区护理学专攻[注 2]

### 业余课程
- 没有

### 附属机关
- 图书馆[7]
- 新见育儿教室[8]
- 地区活动中心[9]